# 신막
신막(愼幕, ? ~ 1950년)은 대한민국의 성악가이다. 전남 영암에서 태어났다. 성악가이면서도 현실인식과 실천을 행한 이론가로 유명하다.
본명은 신용원(愼溶沅)이다. 목포상고를 졸업한 직후 도쿄로 유학하였다. 그 곳에서 독일의 성악가인 우아베 니히로부터 성악을 배웠다. 귀국 직후 얼마 지나지 않아 대동아악단에서 활동하여 주목받는 신진으로 부각되었다. 이 악단에는 바이올린의 계정식, 소프라노의 김자경, 테너의 송진혁, 피아노의 신장자, 소프라노의 박현숙, 알토의 김혜란 등 당시 쟁쟁한 신진 실력가들이 순수음악을 표방하며 음악활동을 전개하고 있었다. 이들은 당시 순수음악이야말로 일제에 저항하는 최후의 음악정신이라고 생각하였다. 그러나, 그는 여기에 그치지 않고 지하단체 성연회를 조직하여 그 중심 역할을 하였다. 성연회는 한국 민족 음악 해방을 표방하고 광복공간의 민족음악진을 주도하였다. 또한, 광복 직후에는 조선음악가동맹 서기장으로 활동하였다.